# سعد الحميدين
سعد بن عبد الله الحُمَيْدين (1947) شاعر وصحفي سعودي. ولد في مدينة الطائف ونشأ بها. حصل على دبلوم معهد المعلّمين. عمل محرّرًا ثقافيًا في جريدة الجزيرة الأسبوعية ومحرّرًا أدبيًا في جريدة الرياض، وأمين تحرير لمجلّة اليمامة. كتب الشعر والنقد والمقالة في عدد من الصحف والمجلّات المحليّة والعربية. له دواوين شعرية عديدة. حدد بعض النقاد ديوانه الأول رسوم على الحائط الذي صدر في عام 1976، أول ديوان من الشعر الحر التفعيلة صدر وطبع في المملكة العربية السعودية.

## سيرته
ولد سعد بن عبد الله الحُمَيْدين سنة 1366 هـ/ 1947 م في مدينة الطائف. حصل على شهادة المرحلة الثانوية فيها، ودبلوم معهد المعلمين بدراساته التكميلية.

دخل الصحافة وعمل محررًا ثقافيًا بجريدة الجزيرة الأسبوعية 1966، ثم محررًا أدبيًا بجريدة الرياض 1967، وسكرتير تحرير لمجلة اليمامة 1968، ومدير تحرير ومشرفًا عامًا على الثقافة وقائمًا بعمل رئيس التحرير لمدة ثلاث سنوات. ثم عمل مديرًا لتحرير جريدة الرياض في أعدادها الأسبوعية 1983، والمشرف على الثقافة برتبة مدير تحرير لللشؤون الثقافية بها وقدم استقالته منها في يوليو 2014/ رمضان 1435 ليتفرغ للقراءة والكتابة. 

له مساهمات أدبية يجمع بين كتابة الشعر والمقالة والنقد في الصحف والمجلات السعودية والعربية. وله دواوين شعرية عديدة مطبوعة. هو عضو في نادي الرياض الأدبي. تُرجم ديوانه الثاني خيمة أنت والخيوط أنا 1977 إلى الإنجليزية وترجمت بعض قصائده إلى الإنجليزية والفرنسية.

## شعره
يقول عبد الله أبو هيف، في كتابه الحداثة في الشعر السعودي: قصيدة سعد الحميدين نموذجا 2002، «إنه من النادر أن نجد دراسة أو مقالة أو بحثاً في الشعر السعودي خالية من إشارة أو تحليل موجز أو مطول لتجربة الحميدين الشعرية، هذه التجربة التي يعتبرها تجسيداً حياً وباهراً للاشتغال الشعري الحداثي في منطقة الخليج العربي، داعماً رأيه بالإشارة إلى أن هذا الشاعر يتقدم جمهرة ليست بقليلة العدد ممن عرفوا بتجريبهم اليقظ للحداثة الشعرية في أكثر من قطر خليجي.» وقال عنه ميسون أبو بكر «إن في شعر الحميدين حداثة جادة أكدها صدور أول ديوان حداثي في المملكة كان هو صاحبه «رسوم على الحائط» في الستينات.» 

## مؤلفاته
من دواوينه الشعرية:
- رسوم على الحائط، 1977
- خيمة أنت والخيوط أنا ، 1986، وقد ترجم إلى الإنجليزية وكتب مقدمته حسن ظاظا.
- ضحاها الذي، 1990
- تنتحر النقوش أحيانًا، 1991
- أيورق الندم، 1994
- وللرماد نهاراته، 2000
- غيوم يابسة. 2007.[10]
- وعلى الماء بصمة. 2010.[11]
- الأعمال الشعرية، 2012
- سين بلا جواب. 2013.[12]
- عزف على الحروف، 2019 [13]